# Układ przeniesienia napędu

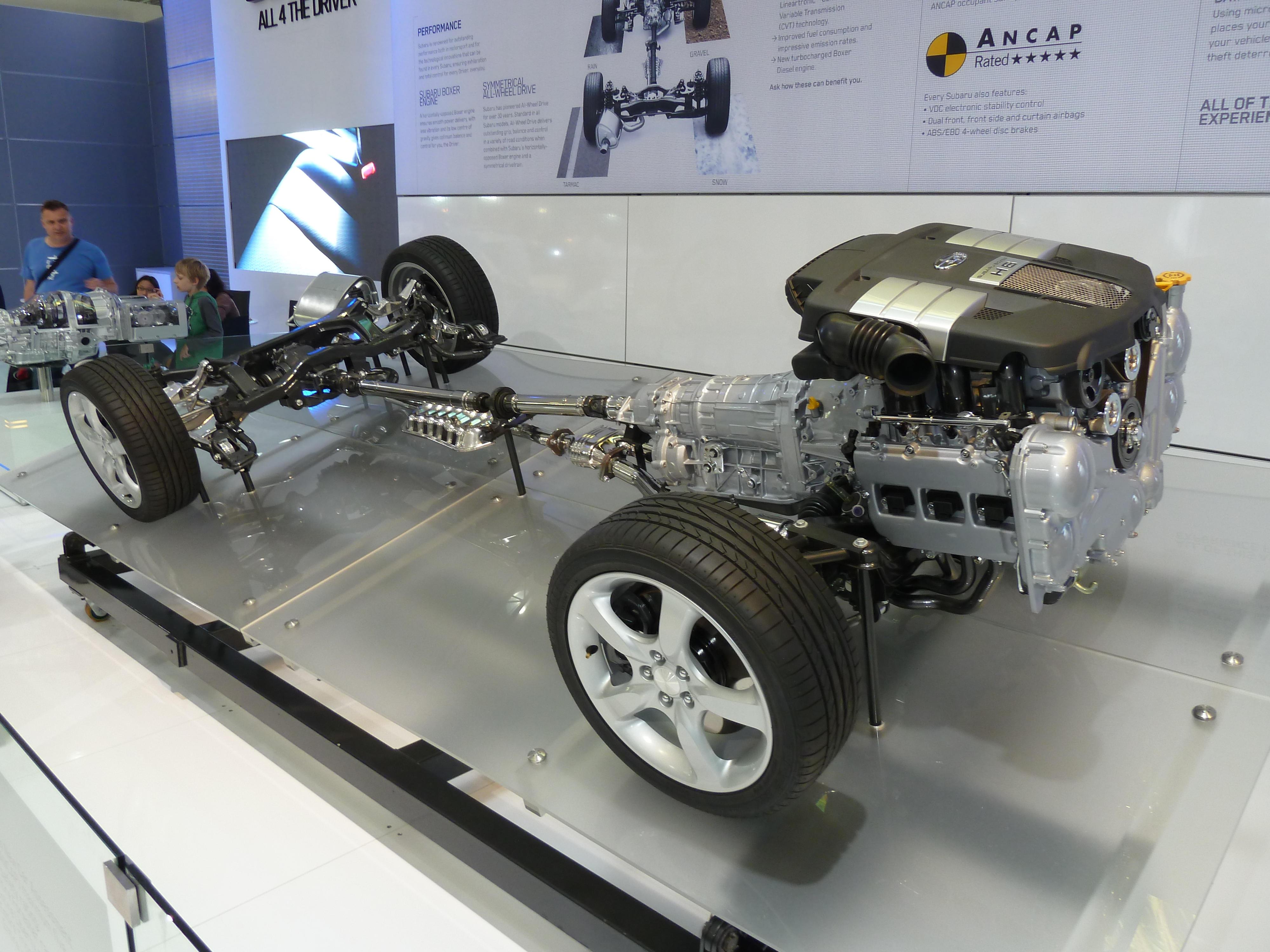
Układ napędowy Subaru Liberty. Sfotografowany podczas Australian International Motor Show 2010, Sydney, Australia.

Układ przeniesienia napędu – układ podzespołów, służący do napędzania pojazdu, poprzez przenoszenie energii mechanicznej z silnika do kół jezdnych pojazdu. W skład układu przeniesienia napędu (układu napędowego) wchodzą:
- koło zamachowe lub koło zamachowe dwumasowe
- sprzęgło
- skrzynia biegów
- reduktor – o ile występuje
- sprzęgło wiskotyczne – o ile występuje
- mechanizm różnicowy
- wał napędowy lub półoś napędowa
- piasta koła
- zwolnica – o ile występuje.

Rodzaje układów napędowych w samochodach dwuosiowych:
- napęd przedni – silnik z przodu, napęd na koła przednie (układ zblokowany)
- napęd tylny
  - klasyczny (konwencjonalny) – silnik z przodu, napęd na koła tylne
  - silnik z tyłu, napęd na koła tylne (układ zblokowany)
  - silnik przed tylną osią (centralnie), napęd na koła tylne
- napęd na cztery koła – silnik z przodu, centralnie (np. Lamborghini) lub z tyłu (Porsche)

Rodzaje układów napędowych w samochodach trzyosiowych:
- napęd tylny
  - napęd w układzie 6×2 – napęd na jedną oś tylną
  - napęd w układzie 6×4 – napęd na obie tylne osie lub jedną tylną i przednią
- napęd na wszystkie koła
  - napęd w układzie 6×6 – napęd na wszystkie osie

Rodzaje układów napędowych w samochodach czteroosiowych:
- napęd tylny
  - napęd w układzie 8×2 – napęd na jedną oś tylną
  - napęd w układzie 8×4 – napęd na obie tylne osie lub jedną tylną i jedną przednią[potrzebny przypis]
  - napęd w układzie 8×6 – napęd na obie tylne osie i jedną przednią
- napęd na wszystkie koła
  - napęd w układzie 8×8 – napęd na wszystkie osie